# الکس بنت
الکس بنت (انگلیسی: Alex Bent؛ زادهٔ ۳۱ ژانویهٔ ۱۹۹۳ طبل‌زن اهل ایالات متحده آمریکا است.